# خوسيه رامون إيزميندي
خوسيه رامون إيزميندي (بالإسبانية: José Ramón Eizmendi) هو مدرب كرة قدم ولاعب كرة قدم إسباني في مركز الوسط، ولد في 29 أغسطس 1960 في إكاثتيغيتا في إسبانيا. لعب مع ريال أوفييدو وريال سوسيداد ب ونادي أورينسي ونادي تينيريفي ونادي خيريث.